# The President Wore Pearls
The President Wore Pearls, llamado La presidente llevaba perlas en España y La presidenta usaba perlas en Hispanoamérica, es un episodio perteneciente a la decimoquinta temporada de la serie animada Los Simpson, emitido originalmente el 16 de noviembre de 2003. El episodio fue escrito por Dana Gould y dirigido por Mike B. Anderson, inspirado en la política argentina Eva Perón.

## Sinopsis
Todo comienza cuando en la Escuela Primaria de Springfield se lleva a cabo un casino fundado por el presidente del Consejo de Alumnos, Martin Prince. Homer gana en grande, pero cuando Martin aclara que sus ganancias sólo pueden ser entregadas en premios y no en dinero de verdad, los invitados del casino se enfurecen. Después del altercado, el director Skinner le comunica a Martin que debe renunciar a su cargo de presidente. Luego, al anunciarse elecciones para el nuevo presidente estudiantil, Lisa se presenta como candidata. Sin embargo, el inicialmente popular Nelson Muntz parece el favorito para ganar. En un debate en el auditorio de la escuela, Lisa canta una canción (una parodia de "No llores por mí, Argentina") en la cual daba a conocer cómo lucharía por los derechos de los estudiantes, ganándose así sus votos. 
Lisa gana las elecciones con comodidad. Preocupados por su popularidad y su explosiva determinación, el cuerpo docente de la escuela discute sobre cómo controlarla. Siguiendo el consejo de la Sra. Krabappel, que le hace saber que la debilidad de una mujer era la vanidad, el cuerpo docente le dice a Lisa que, como presidenta, debía llevar un estilo más glamuroso. Los maestros cambian a Lisa, mientras cantan (una parodia de "Rainbow High"), hasta convertirla en un modelo a la moda de María Eva Duarte. Lisa termina rindiéndose al darse cuenta de que así se le facilitaría el luchar por los derechos de los estudiantes. Los chicos aman a la nueva Lisa más que nunca, pero el plan del consejo escolar era usarla para distraer a los niños y clausurar las clases de música, gimnasia y arte de la primaria. Dándose cuenta de que había sido seducida por el glamour, Bart convence a Lisa de que vuelva a usar su vestido rojo y, tras renunciar a la presidencia, lidera a los estudiantes en una huelga.
Los estudiantes salen de la escuela en señal de protesta, e incluso Michael Moore los apoya. La policía llega a la escuela para manejar a los estudiantes, pero Lisa también les convence de unirse a la huelga, al igual que otros sindicatos laborales como los vendedores de leche de cabra. El jardinero Willie se niega a cumplir la orden de Skinner de utilizar la manguera contra los niños. Dándose cuenta de que no hay otra manera de terminar la huelga que deshaciéndose de Lisa, Skinner la transfiere a una escuela para superdotados. Cuando la niña llega allí, Homer se niega a conducir una gran distancia diaria para llevarla a la institución, por lo que todo termina volviendo a la normalidad. 
Finalmente, la escuela cancela las vacunas contra la gripe y vende cigarrillos ilegales para pagar la restauración de música, arte y gimnasia. Además, se deja aclarado que los productores del programa jamás habían oído de un musical basado en la vida de Eva Perón.

## Recepción
Una de las canciones que aparece en el episodio, "Vote for a Winner", fue nominada en 2004 a un premio Emmy en la categoría "Mejor música y letra". En 2007, Vanity Fair publicó una lista de los 10 episodios más divertidos de Los Simpson, en la cual The President Wore Pearls se ubicaba décimo.